# Margaret Keane
Margaret D. H. Keane (nascida Peggy Doris Hawkins) (15 de setembro de 1927 - 26 de junho de 2022) foi uma artista norte-americana, que pintava principalmente mulheres, crianças e animais com olhos grandes em óleo ou técnicas mistas.
O seu ex-marido, Walter Keane, vendia as suas pinturas assinadas pelo nome dele; ela tinha conhecimento e permitia porque assim conseguia vender todas as peças. No entanto, o momento decisivo ocorreu em 1970, quando um repórter de jornal fez arranjos para uma “competição de pintura” pela televisão entre Margaret e seu ex-marido, a ser realizada na Praça da União em São Francisco, a fim de determinar a autoria dos quadros. Ela foi a única a comparecer e aceitar o desafio. A revista Life cobriu este evento num artigo que corrigia anterior história errônea que atribuía os quadros ao seu ex-marido.

## Retrato nos media
Tim Burton, ele próprio coleccionador de Keane, realizou e produziu um filme baseado na vida de Margaret Keane, com o nome Big Eyes, sobre o seu casamento com Walter e o processo judicial de difamação. Foi lançado em Dezembro de 2014, com Christoph Waltz interpretando Walter e Amy Adams como Margaret.